# اسحاق بن سلیمان
اسحاق بن سلیمان (عربی: إسحاق بن سلیمان الهاشمی) فرمانروای مصر، حاکم موصل و حاکم مدینه در دوران خلافت عباسی بود.